# سجل ذاكرة العالم
سجل ذاكرة العالم هو برنامج  أنشىء في عام 1992 بفضل اهتمام اليونسكو بالتراث الوثائقي البشري بهدف صون وحماية التراث من التدهور والضياع نتيجة لبعض الاضطرابات الاجتماعية: كالحروب وعدم الاستقرار الأمني، النهب والتجارة غير المشروعة، وغيرها، أو نتيجة لبعض العوامل الطبيعية: كالحرارة الرطوبة التي يتعرض لها هذا التراث مع مرور الزمن ابتدأ من الحجر، والمخطوطات، والمكتبات ، و المتاحف، والارشيفات الوطنية ، والأقراص السمعية والبصرية، والأفلام السينمائية والصور الفوتوغرافية.

## خلفية البرنامج
- في عام 2017 أوقفت عمليات الإدراج في سجل ذاكرة العالم بسبب خلافات بين الدول ذات صلة بعملية الترشيح، وبعد تعديل بعض الإجراءات استؤنفت الترشيحات في عام 2021.[6]
- في مايو 2023 أعلنت منظمة اليونسكو عن إدراج أربع وستين عنصراً جديداً في سجل ذاكرة العالم ليصبح العدد الكلي للمجموعات المدرجة 494 مجموعة.[6]

## سجل ذاكرة العالم
| دورات البرنامج | السنة | المكان                                         | التاريخ            | رئيس اللجنة الإستشارية الدولية | عدد الترشيحات المُقيّمة | عدد الإنضمامات إلى السجل | مراجع         |
| -------------- | ----- | ---------------------------------------------- | ------------------ | ------------------------------ | --------------------- | ------------------------ | ------------- |
| الأولى         | 1993  | Pułtusk, Poland                                | سبتمبر 12–14       | جان بيير والوت (كندا)          | لا ترشيحات            | لا إنضمامات              | [ 9 ]         |
| الثانية        | 1995  | Paris, France                                  | ماي 3–5            | جان بيير والوت (كندا)          | لا ترشيحات            | لا إنضمامات              | [ 9 ]         |
| الثالثة        | 1997  | طشقند، أوزبكستان                               | سبتمبر 29–أكتوبر 1 | جان بيير والوت (كندا)          | 69                    | 38                       | [ 9 ] [ 10 ]  |
| اجتماع المكتب  | 1998  | London, United Kingdom                         | سبتمبر 4–5         | جان بيير والوت (كندا)          | لا ترشيحات            | لا إنضمامات              | [ 9 ]         |
| الرابعة        | 1999  | فيينا, Austria                                 | يونيو 10–12        | بنديك روغاس (النرويج)          | 20                    | 9                        | [ 11 ]        |
| الخامسة        | 2001  | تشونغجو (مدينة كوريا الجنوبية)، كوريا الجنوبية | يونيو 27–29        | بنديك روغاس (النرويج)          | 42                    | 21                       | [ 12 ]        |
| السادسة        | 2003  | غدانسك, Poland                                 | أغسطس 28–30        | Ekaterina U. Genieva (روسيا)   | 41                    | 23                       | [ 13 ] [ 14 ] |
| السابعة        | 2005  | ليجيانج، الصين                                 | يونيو 13–18        | Deanna Marcum (USA)            | 53                    | 29                       | [ 15 ] [ 16 ] |
| الثامنة        | 2007  | بريتوريا, South Africa                         | يونيو 11–15        | Alissandra Cummins (باربادوس)  | 53                    | 38                       | [ 17 ] [ 18 ] |
| التاسعة        | 2009  | جورج تاون باربادوس                             | يوليو 27–31        | روزلين راسل (أستراليا)         | 55                    | 35                       | [ 19 ] [ 20 ] |
| العاشرة        | 2011  | مانشستر، المملكة المتحدة                       | ماي 22–25          | روزلين راسل (أستراليا)         | 84                    | 45                       | [ 21 ]        |

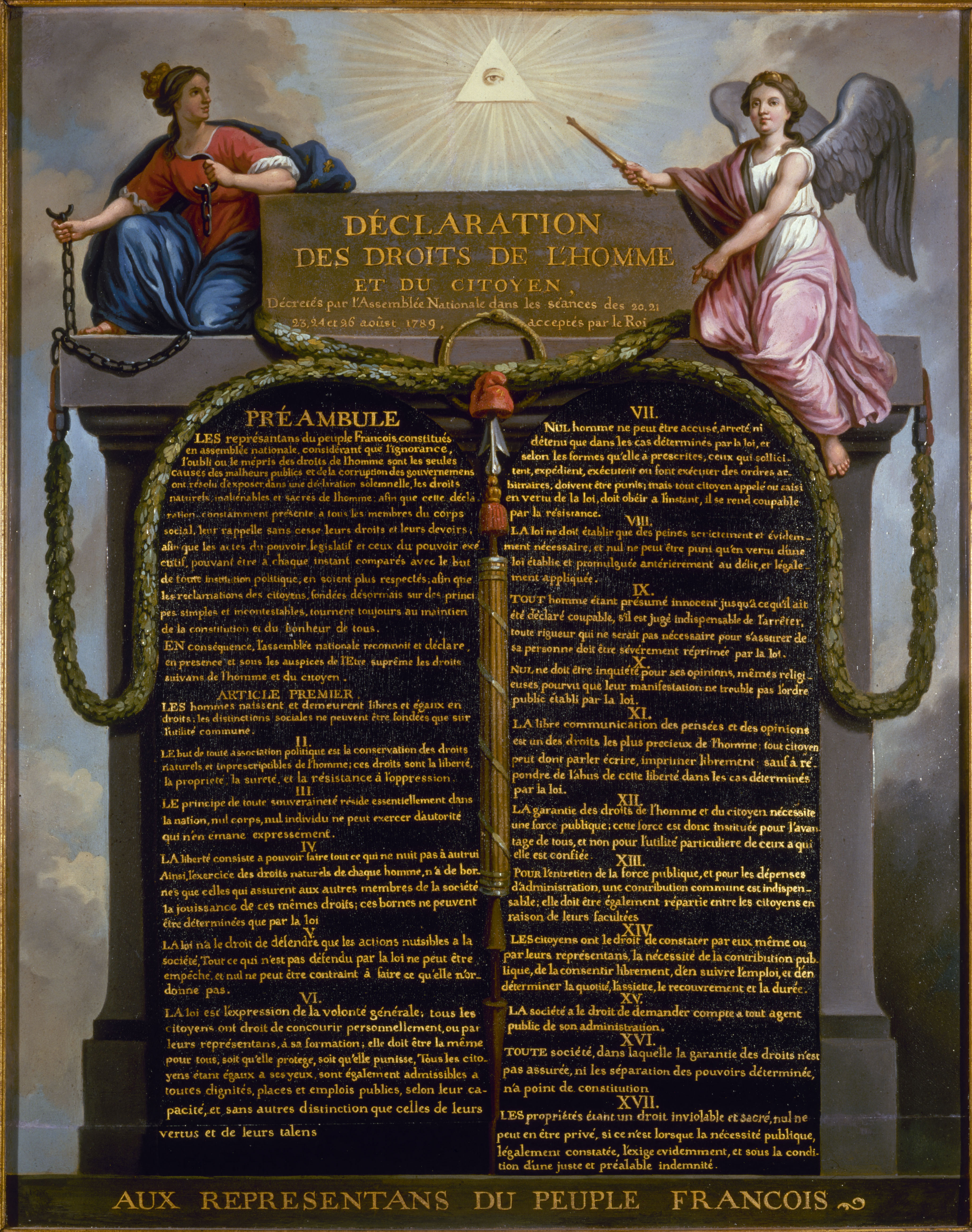
تم استخدام الإعلان العالمي لحقوق الإنسان والمواطن لنشر الأفكار في المجتمع السياسي في أول دستور فرنسي.وهو أيضا أساس لإعلان الأمم المتحدة1948.

من بين المواد 193 للتراث الوثائقي المدرج في السجل، هناك 94، أو ما يقرب النصف تقريبا، يحسب للمنطقة التي تشمل أوروبا وأمريكا الشمالية، والتي تضم 33 بلدا و / أو إقليما.
| المنطقة                                | عدد الإنضمامات إلى السجل | عدد البلدان / المنظمات |
| -------------------------------------- | ------------------------ | ---------------------- |
| أفريقيا                                | 12                       | 9                      |
| الدول العربية                          | 6                        | 3                      |
| آسيا والمحيط الهادئ                    | 42                       | 18                     |
| أوروبا وأمريكا الشمالية                | 97                       | 33[A]                  |
| أمريكا اللاتينية ومنطقة البحر الكاريبي | 33                       | 21                     |
| المنظمات الدولية                       | 3                        | 3                      |
| إجمالي                                 | 193                      | 87                     |

واستجابة لمقياس السجل في جميع أنحاء العالم، أنشأت بعض البلدان أيضا أو مجموعات من البلدان سجلات وطنية ونظيراتها الإقليمية، مما أدى إلى تسجيل ثلاثة مستويات تحظى بدعم من برنامج ذاكرة العالم...وهذا يسمح بإدارة أفضل للمواد الوثائقية.

## جائزة جيكجي

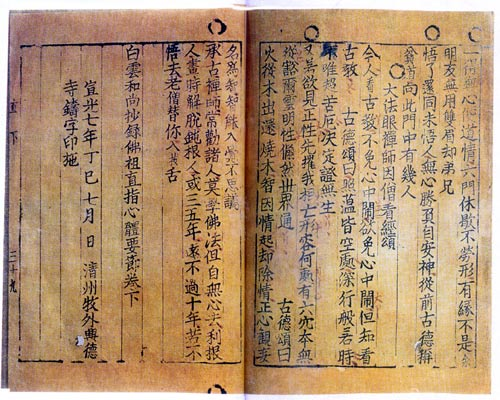
جيكجي هو أقدم كتاب طبع بالحروف المعدنية المتحركة في 1377.

خصصت المنظمة جائزة تقديرية عام 2004 م تكريما للأعمال المميزة من ناحية قيمتها التاريخية والزمنية مع جائزة مالية قدرها 30,000 دولار أمريكي . كما جاءت هذه الجائزة دعما من حكومة كوريا الجنوبية تخليدا لذكرى أقدم كتاب طبع بالحروف المعدنية المتحركة والذي يعرف بكتاب (جيكجى)، وهو كتاب يتضمن المبادئ الأساسية لمذهب الزن البوذي وقد طُبع في شيونغجو (كوريا) عام 1377. ويتكون هذا الكتاب من مجلدين الأول والثاني ولكن المجلد الثاني هو الموجود فقط حاليا في المكتبة الوطنية الفرنسية وتم إدراجه بالسجل في شهر سبتمبر عام 2001 م.
وقد تم منح الجائزة كل سنتين منذ عام 2005 خلال اجتماع اللجان الاستشارية للبرنامج .

### المستلمون للجائزة
- 2005: المكتبة الوطنية التشيكية (براغ)[22][23]
- 2007: أرشيف الفونوغرام النمساوي (فيينا)[25][26]
- 2009: الأرشيف الوطني لماليزيا (كوالا لمبور)[27]
- 2011: الأرشيف الوطني لأستراليا[28]

## مساهمات الدول العربية

### السعودية
- انضمت المملكة العربية السعودية إلى اليونسكو في 4 تشرين الثاني/نوفمبر 1946، ويغطيها مكتب اليونسكو في الدوحة (قطر) وهو مكتب شبه اقليمي للبحرين والكويت وسلطنة عمان وقطر والمملكة العربية السعودية والإمارات العربية المتحدة.
- في العام 2005، انتخبت المملكة العربية السعودية لتمثل هذه المنطقة ما دون الإقليمية في المجلس الدولي الحكومي للبرنامج الدولي لتنمية الاتصالات (IPDC) التابع لليونسكو. يقدّم البرنامج الدعم للمشاريع الإعلامية ويسعى إلى تعزيز بيئة سليمة لنمو إعلام حرّ وتعددي في البلدان النامية.
- منذ العام 2002، أدرجت أقدم نقوش إسلامية كوفية في العالم في المملكة العربية السعودية على سجل ذاكرة العالم. وتوجد النقوش جنوب قاع المعتدل في شمال غرب المملكة.
- أدرج في العام 2008 موقع الحجر على قائمة التراث العالمي.
- في 24 مايو 2023 أعلنت الهيئة الملكية لمحافظة العلا عن تسجيل جبل عكمة الموجود في السعودية في سجل ذاكرة العالم.[29]

### المغرب
- رشح موقع فم شنة الصخري، الذي يبعد 7 كلم غرب تنزولين (إقليم زاكورة) والذي يضم نقوشا تمثل كتابات قديمة للأمازيغ، ضمن أزيد من 80 مجموعة ووثيقة تتنافس من أجل إدراجها في سجل ذاكرة العالم باليونيسكو، حسب ما أفادت به مصادر لدى المنظمة الأممية. وحسب اليونيسكو، فإن 14 خبيرا من اللجنة الاستشارية الدولية اجتمعوا ما بين 22 و 25 ماي 2010 بمانشستر (المملكة المتحدة), من أجل البت في أزيد من 80 مجموعة مميزة ووثيقة أرشيفية لجميع جهات الكوكب المرشحة للإدراج في سجل ذاكرة العالم.[30]
- شكل ترشيح مشروعين موضوع نقاشات هامة خلال اجتماع للجنة «ذاكرة العالم» بمانشيستر، الذي استأثر فيه التراث المغربي اهتمام أعضاء اللجنة الاستشارية الدولية لمنظمة اليونسكو».

وتم اختيار الكتاب المعنون «كتاب العبر»، و«ديوان» المبتدأ والخبر في أيام العرب والعجم والبربر، ومن عاصرهم من ذوي السلطان الأكبر» لمؤلفه عبد الرحمان بن خلدون، ضمن المشاريع التي وقع عليها اختيار لجنة «ذاكرة العالم».

### مصر

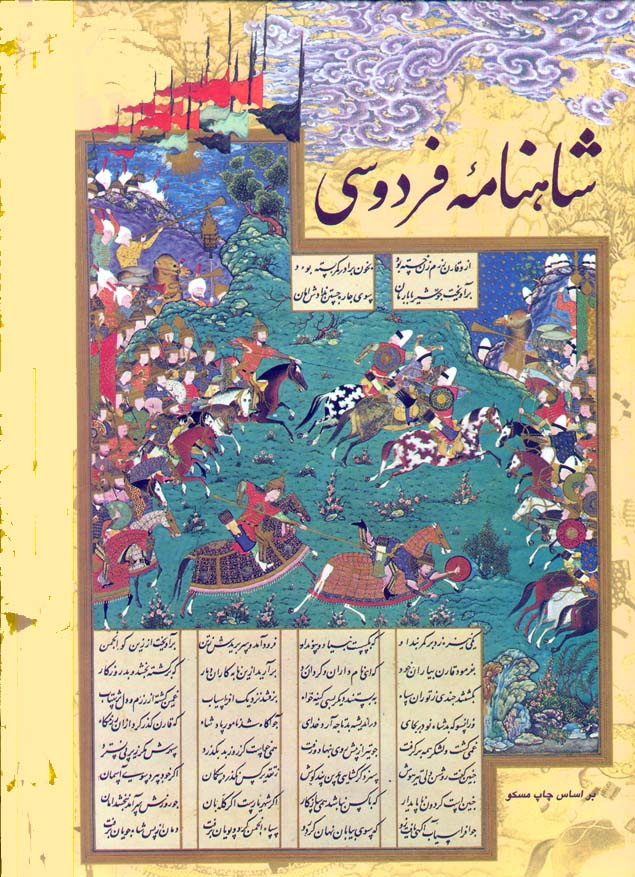
الصفحة الأولى من كتاب الشاهنامه

وافقت اللجنة الاستشارية الدولية لبرنامج ذاكرة العالم التابع لمنظمة الامم المتحدة للتربية والثقافة والعلوم اليونسكو  على إدراج مخطوطة الشاهنامة ومجموعة المخطوطات الفارسية التي تملكها دار الكتب المصرية ضمن ذاكرة العالم.
نقلت صحيفة العرب اللندنية عن رئيس مجلس إدارة الهيئة العامة لدار الكتب والوثائق القومية المصرية محمد صابر عرب قوله:
| سجل ذاكرة العالم | هذا القرار يعتبر مهما جدا إذ تملك الدار 1102 مجلد للمخطوطات الفارسية تتضمن 2208 عناوين وتتناول معارف إنسانية مختلفة | سجل ذاكرة العالم |

### عُمان
تم تشكيل فريق وطني  لمتابعة أعمال سجل ذاكرة العالم بهدف العمل على ترشيح الأعمال المناسبة للمرحلة القادمة حسب المعايير الفنية والتاريخية المعمول بها بمنظمة اليونسكو وفقا لقرار وزاري صادر من وزارة التراث والثقافة، والمكون من الجهات المعنية بالسلطنة لحفظ وصون التراث الوثائقي البشري وهم :
- وزارة التراث والثقافة وهي الجهة المعنية في المقام الأول.
- اللجنة الوطنية العمانية للتربية والثقافة والعلوم.
- هيئة الوثائق والمحفوظات الوطنية.
- جامعة السلطان قابوس.

وتقدمت اللجنة الوطنية العمانية للتربية والثقافة والعلوم في عام 2007 م بالتعاون مع وزارة التراث والثقافة بترشيح ثلاث أعمال وهي :
- نسخة من رسالة رسول صلى الله عليه وسلم إلى أهل عمان .
- كتاب الأنساب للتوبي .
- المخطوطة القرآنية للشيخ/ عبد الله بن بشير .

## روابط خارجية
- الموقع الرسمي لبرنامج ذاكرة العالم
- إذاعة دنماركية لسجل ذاكرة العالم